# Wallaroo (Australie-Méridionale)
Pour les articles homonymes, voir Wallaroo.
Wallaroo (3 053 habitants) est une ville portuaire australienne située sur la côte ouest de la péninsule de Yorke en Australie-Méridionale, à 150 km au nord-nord-ouest d'Adélaïde. Elle était le port d'embarquement du minerai de cuivre qui a été découvert sur place et dans la région en 1859, minerai dont l'exploitation a cessé en 1920.